# پوئنت دو زینال
پوئنت دو زینال (به لاتین: Pointe de Zinal) یک کوه در سوئیس است که در کانتون وله واقع شده‌است. پوئنت دو زینال ۳٬۷۸۹ متر بالاتر از سطح دریا واقع شده‌است.